# Leptostylus albicinctus
Leptostylus albicinctus là một loài bọ cánh cứng trong họ Cerambycidae.